# هوارد دنكنز
هوارد دنكنز (بالإنجليزية: Howard Dinkins)‏ هو لاعب كرة قدم أمريكية أمريكي، ولد في 26 أبريل 1969 في جاكسونفيل في الولايات المتحدة.

## وصلات خارجية
- هوارد دنكنز على موقع مرجع كرة القدم المحترفة.كوم (الإنجليزية)